# Gran Enciclopèdia Catalana

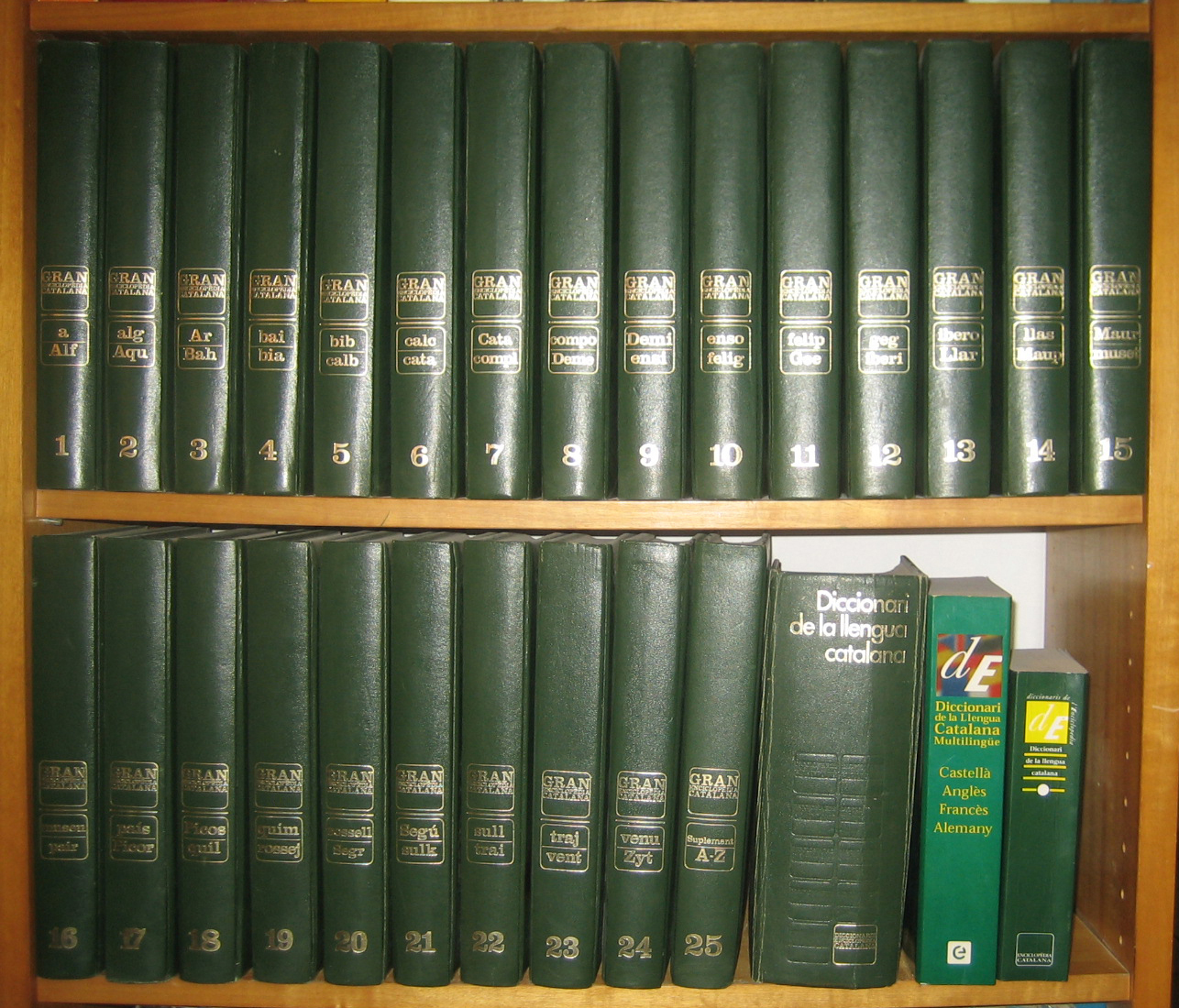
De Gran Enciclopèdia Catalana

De Gran Enciclopèdia Catalana, vaak afgekort tot GREC of GEC, is een encyclopedie in de Catalaanse taal, waarvan het eerste deel in 1968 verscheen. In 1997 verscheen ze voor het eerst in een onlineversie. In 2008 verscheen de laatste papieren versie. Sedertdien wordt, net zoals voor de Encyclopædia Britannica, alleen de onlineversie regelmatig bijgewerkt. Als uitgeverij heeft het bedrijf zich gespecialiseerd in de publicatie van naslagwerken en andere publicaties die bijdragen tot de normalisatie van de Catalaanse taal en cultuur.

## Ontstaansgeschiedenis
Het ontstaan van de Enciclopèdia is een belangrijk moment in de geschiedenis van de Catalaanse taal. Na de Spaanse Burgeroorlog had Francisco Franco in 1938 Spanje gereorganiseerd volgens het principe één volk, één taal, één godsdienst. Het Castiliaans werd verplicht in het onderwijs, het onderzoek, de administratie, de kerk, de bibliotheken, overal in het openbare leven. Vanaf de jaren 1960 werd het regime iets ontspannener tegenover andere talen. De uitgeverij Edicions 62, opgericht in 1961 door Max Cahner i Garcia en Ramon Bastardes, begon de encyclopedie, als opvolger van de Enciclopèdia moderna Catalana (uitgever Josep Fiter) uit 1913. Een commercieel waagstuk voor een wetenschappelijk werk dat enkel kon rekenen op de steun van privépersonen in een politiek vijandige context.
Het lukte niet zo goed, en vanaf de tweede editie, werd er een eigen uitgeverij opgericht, de Enciclopèdia Catalana S.A., op initiatief van Jordi Pujol i Soley en met als hoofdredacteur Joan Carreras i Martí, wat gebeurde in 1965. In 1980 volgde dan de Stichting Enciclopèdia Catalana met als doel de Catalaanse cultuur en taal te bevorderen, met elektronische en papieren media: woordenboeken, naslagwerken. Deze is ondertussen een belangrijke speler in het Catalaanse medialandschap geworden. Ze heeft in 1993 het eerste Catalaans-Nederlands woordenboek uitgegeven. In 2009 volgde dan het Nederlands-Catalaanse woordenboek. Sedert 2010 is de filosoof en cultureel activist Jordi Porta i Ribalta (1936) voorzitter van de stichting Enciclopèdia Catalana. De Grup Enciclopèdia Catalana, verwant aan de stichting en de uitgeverij van de Enciclopèdia, maakt zich sterk om de Catalaanse taal en cultuur bekend te maken en ook te behouden, voor elke doelgroep van jong tot oud.
In maart 2013 verscheen er een nieuwe digitale versie van de Enciclopèdia. Deze versie combineert de gehele inhoud van de Gran Enciclopèdia met die van het grote woordenboek der Catalaanse taal, die in zijn geheel geraadpleegd kan worden met één en dezelfde zoekmachine. Verder zijn in 2015 aan de database van de encyclopedie grote werken en tweetalige woordenboeken toegevoegd, waardoor er meer informatie beschikbaar gesteld wordt voor de Enciclopèdia Catalana.